# Tàngara dels bambús
La tàngara dels bambús (Kleinothraupis calophrys) és un ocell de la família dels tràupids (Thraupidae).

## Hàbitat i distribució
Habita la selva pluvial i bambú dels Andes, del sud-est del Perú i oest de Bolívia.